# Бела паланка (община)
Община Бела паланка (на сръбски: Општина Бела Паланка) е административна единица в Източна Сърбия, Пиротски окръг. Заема площ от 517 км2. Административен център е град Бела паланка.

## Население
Според преброяването от 2011 г. населението на община Бела паланка възлиза на 12 126 души. Гъстотата е 23,45 души/км2.

### Етнически състав
| Народност  | 2011 г.       | 2011 г. |
| ---------- | ------------- | ------- |
| сърби      | 10 395 жители |         |
| цигани     | 1418 жители   |         |
| мюсюлмани  | 10 жители     |         |
| българи    | 8 жители      |         |
| македонци  | 8 жители      |         |
| югославяни | 5 жители      |         |
| руснаци    | 5 жители      |         |
| черногорци | 5 жители      |         |
| горанци    | 4 жители      |         |
| унгарци    | 4 жители      |         |
| хървати    | 4 жители      |         |
| германци   | 2 жители      |         |
| словаци    | 1 жител       |         |
| други      | 8 жители      |         |
| неизяснени | 144 жители    |         |
| неизвестно | 105 жители    |         |

## Селищна мрежа
В границите на общината влизат 46 населени места.
- 1 град: Бела паланка
- 45 села:

| - Бабин Кал - Бежище - Букуровац - Вета - Витановац - Врандол - Въргудинац - Глоговац - Горна Глама - Горна Коритница - Горни Рин - Градище | - Дивляна - Долац (селище) - Долац (село) - Долна Глама - Долна Коритница - Долни Рин - Дражево - Клене - Клисура - Козя - Космовац - Кременица | - Крупац - Ланище - Лесковик - Любатовица - Мирановац - Мирановачка кула - Моклище - Мокра - Ново село - Ореовац - Паеж - Синяц | - Тамняница - Теловац - Топоница - Цървена река - Цървени брег - Црънче - Чифлик - Шливовик - Шпай |